# Janusz Kotliński
Janusz Kotliński (* 19. Dezember 1946 in Łódź) ist ein ehemaliger polnischer Bahnradsportler und Weltmeister im Radsport.
1975 und 1976 wurde Janusz Kotliński Weltmeister im Tandemrennen, gemeinsam mit Benedykt Kocot. 1975 wurde das Duo im Nachhinein disqualifiziert, weil sie die Dopingkontrolle nicht wahrgenommen hatten. Siebenmal wurde er zudem zwischen 1968 und 1978 polnischer Meister im Sprint und neunmal im Tandemrennen, letztmals 1979. Er startete für den Verein Widzew Łódź.